# Chen Luyun
Chen Luyun (7 de junho de 1977 - 23 de dezembro de 2015) foi uma basquetebolista profissional chinesa.

## Carreira
Chen Luyun integrou a Seleção Chinesa de Basquetebol Feminino, em Atenas 2004 que terminou na nona colocação. 

## Falecimento
Faleceu de câncer aos 38 anos.

## Títulos
- Jogos Asiáticos: 2002.